# Prix du courage féminin au Ghana
Le prix du courage féminin au Ghana (en anglais : Ghana Women of Courage Award), est un prix décerné, par le département d'État américain, aux femmes ghanéennes qui ont fait preuve de leadership, de courage, d'ingéniosité et de volonté de se sacrifier pour les autres, notamment dans la promotion des droits des femmes au Ghana.

## Récipiendaires
- 2017 : Charlotte Osei[1].
- 2019 : Stella Saaka[2],[3]